# 红旗站
红旗站是一个沈山线上的铁路车站，位于辽宁省凌海市金城镇，建于1940年，目前为四等站，邮政编码为121203。目前客运：办理旅客乘降；行李、包裹托运；货运：办理整车货物发到。